# Endzeitfilm

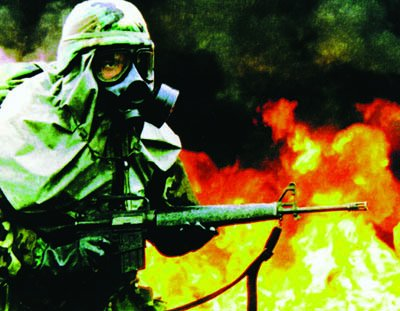
Typisches Bild in Endzeitfilmen: Regierungstruppen in ABC-Schutzanzügen

Der Endzeitfilm (auch Apokalypsenfilm oder Postapokalyptischer Film) ist ein Subgenre des Science-Fiction-Films, in dem die Weltordnung durch eine globale Katastrophe radikal verändert ist. Das Genre entstand in den 1950er Jahren, nachdem durch die Erfahrungen des Zweiten Weltkriegs und der Atombombenabwürfe auf Hiroshima und Nagasaki eine weltweite Katastrophe möglich erschien.

## Charakterisierung
Im Gegensatz zur Dystopie, welche die Verschlechterung gesellschaftlicher Verhältnisse beschreibt, entwirft der Endzeitfilm drastische, apokalyptische oder groteske Weltuntergangsszenarien als Extremfall der Dystopie. Genreüberschneidungen sind vor allem mit dem Horrorfilm und Katastrophenfilm charakteristisch. Neben der weltumspannenden Katastrophe (Atomare Katastrophe, Naturkatastrophe, Pandemie) sind auch Zivilisationsprobleme in Folge von Weltkriegen oder gesellschaftlichen Entwicklungen ein wiederkehrendes Motiv. Hierbei fehlt der markante Einschnitt einer Katastrophe, stattdessen sind die Zustände Resultat stetiger Entwicklung. Kennzeichnend ist ein „organisiertes“ Chaos, etwa in The Last Man on Earth (1964), Mad Max (1979), M.A.R.K. 13 – Hardware (1990), Waterworld (1995) oder Children of Men (2006). Endzeitliche Katastrophenfilme sind charakterisiert durch ein „Davor“ und ein „Danach“. Entweder existieren bereits etablierte, neue Organisationsformen oder die angepassten Gesellschaftsformen entstehen erst, siehe A Boy and His Dog (1975), Malevil (1981), Quiet Earth (1985), 28 Days Later (2002) oder The Day After Tomorrow (2004). Der russische Endzeitfilm Briefe eines Toten (1986) konzentriert sich auf den Alltag der wenigen Überlebenden nach einem Atomkrieg, der US-amerikanische Endzeitfilm Tote leben länger (Dead Man Walking, 1988) auf Viren, die nach der Apokalypse die Überlebenden bedrohen.